# Xã Halden, Quận St. Louis, Minnesota
Xã Halden (tiếng Anh: Halden Township) là một xã thuộc quận St. Louis, tiểu bang Minnesota, Hoa Kỳ. Năm 2010, dân số của xã này là 129 người.